# Srb (Gemeinde)
Srb (serb. kyrillisch: Срб) ist eine Kleingemeinde und Ortschaft in der historischen Region Lika in der Gespanschaft Zadar im heutigen Kroatien. Sie ist Teil der Großgemeinde Gračac. Die erste schriftliche Erwähnung Srbs stammt aus dem 9. Jahrhundert.

## Gliederung
Den Statut einer Kleingemeinde mit erweiterten Selbstverwaltungsrechten innerhalb der Gemeinde Gračac wurde Srb am 5. November 2004 zugeteilt. An der Gemeinde vorbei verläuft die Una, die die heutige kroatisch-bosnisch-herzegowinische Grenze markiert. Der Ort Srb selber gliedert sich noch aus den Ortsteilen Ober- (Gornji) und Unter- (Donji) Srb.
Die Gemeinde Srb verwaltet folgende Ortschaften:
- Begluci
- Brotnja
- Dabašnica
- Drenovac Osredački
- Dugopolje
- Kaldrma
- Kunovac
- Kupirovački
- Kupirovo
- Neteka
- Osredci
- Suvaja
- Srb
- Tiškovac Lički
- Zaklopac

## Einwohner
Die Gemeinde hat nach Schätzungen etwa 1.200 Einwohner. Den größten Bevölkerungsteil bilden mit etwa 90 % Serben und etwa 10 % Kroaten, die aus Bosnien und Herzegowina angesiedelt wurden. Vor der Vertreibung und Flucht im Zuge der Operation Oluja lebten in der Gemeinde über 5.200 Serben, was an die 99 % der Bevölkerung ausmachte. Heute werden im Zuge der Annäherung Kroatiens an die EU offiziell 1.200 Einwohner gezählt.

## Verkehr
Die Ortschaften Begluci, Srb, Osredci, Kaldrma und Lički Tiškovac haben einen Bahnhof an der Una-Bahn von Novi Grad nach Knin. Lička Kaldrma war bis 1975 zudem Ausgangspunkt der schmalspurigen Steinbeisbahn nach Prijedor und Jajce.